# Wienbecker Mühle
Wienbecker Mühle este o arie protejată (arie specială de conservare — SAC, sit de importanță comunitară — SCI) din Germania întinsă pe o suprafață de 1,62 ha, integral pe uscat.

## Localizare
Centrul sitului Wienbecker Mühle este situat la coordonatele 51°43′28″N 6°59′46″E / 51.7244°N 6.9961°E.

## Înființare
Situl Wienbecker Mühle a fost declarat sit de importanță comunitară în martie 2001 pentru a proteja 1 specie de plante. Situl a fost protejat și ca arie specială de conservare în august 2007.

## Biodiversitate
Situată în ecoregiunea atlantică, aria protejată nu include niciun habitat protejat.
La baza desemnării sitului se află o specie protejată de  plante: Luronium natans.